# Eliminacje Mistrzostw Europy w Piłce Nożnej 2020/Grupa C
W Grupie C eliminacji do Euro 2020 brały udział następujące zespoły:
- Holandia
- Niemcy
- Irlandia Północna
- Estonia
- Białoruś

## Tabela
| Zespół            | Pkt | M | W | R | P | Br+ | Br− | +/− |
| ----------------- | --- | - | - | - | - | --- | --- | --- |
| Niemcy            | 21  | 8 | 7 | 0 | 1 | 30  | 7   | +23 |
| Holandia          | 19  | 8 | 5 | 1 | 1 | 24  | 7   | +17 |
| Irlandia Północna | 13  | 8 | 4 | 1 | 3 | 9   | 13  | -4  |
| Białoruś          | 4   | 8 | 1 | 1 | 6 | 4   | 16  | -12 |
| Estonia           | 1   | 8 | 0 | 1 | 7 | 2   | 26  | -24 |

|                   | Holandia | Niemcy | Irlandia Północna | Estonia | Białoruś |
| ----------------- | -------- | ------ | ----------------- | ------- | -------- |
| Holandia          | X        | 2:3    | 3:1               | 5:0     | 4:0      |
| Niemcy            | 2:4      | X      | 6:1               | 8:0     | 4:0      |
| Irlandia Północna | 0:0      | 0:2    | X                 | 2:0     | 2:1      |
| Estonia           | 0:4      | 0:3    | 1:2               | X       | 1:2      |
| Białoruś          | 1:2      | 0:2    | 0:1               | 0:0     | X        |

## Wyniki
| 21 marca 2019 20:45 CET | Holandia · Depay 1', 55' · Wijnaldum 21' · van Dijk 86' | 4:0(2:0)Raport | Białoruś | Stadion Feijenoord, Rotterdam Widzów: 38 604 Sędzia: Davide Massa |
|                         |                                                         |                |          |                                                                   |

| 21 marca 2019 20:45 CET | Irlandia Północna · McGinn 56' · Davis 75' (k.) | 2:0(0:0)Raport | Estonia | Windsor Park, Belfast Widzów: 18 176 Sędzia: Ivan Bebek |
|                         |                                                 |                |         |                                                         |

| 24 marca 2019 20:45 CET | Holandia · De Ligt 48' · Depay 63' | 2:3(0:2)Raport | Niemcy · 15' Sané · 34' Gnabry · 90' Schulz | Johan Cruyff ArenA, Amsterdam Widzów: 51 694 Sędzia: Jesús Gil Manzano |
|                         |                                    |                |                                             |                                                                        |

| 24 marca 2019 20:45 CET | Irlandia Północna · Evans 30' · Magennis 87' | 2:1(1:1)Raport | Białoruś · 33' Stasiewicz | Windsor Park, Belfast Widzów: 18 188 Sędzia: Paweł Raczkowski |
|                         |                                              |                |                           |                                                               |

| 8 czerwca 2019 18:00 CET | Estonia · Vassiljev 25' | 1:2(1:0)Raport | Irlandia Północna · 77' Washington · 80' Magennis | A. Le Coq Arena, Tallinn Widzów: 8 378 Sędzia: Fabio Verissimo |
|                          |                         |                |                                                   |                                                                |

| 8 czerwca 2019 20:45 CET | Białoruś | 0:2(0:1)Raport | Niemcy · 12' Sané · 62' Reus | Barysau-Arena, Borysów Widzów: 12 510 Sędzia: Srdjan Jovanović |
|                          |          |                |                              |                                                                |

| 11 czerwca 2019 20:45 CET | Niemcy · Reus 10', 37' · Gnabry 17', 62' · Goretzka 20' · Gündoğan 26' (k.) · Werner 79' · Sané 88' | 8:0(5:0)Raport | Estonia | Opel Arena, Moguncja Widzów: 26 050 Sędzia: Harald Lechner |
|                           | |                |         |                                                            |

| 11 czerwca 2019 20:45 CET | Białoruś | 0:1(0:0)Raport | Irlandia Północna · 86' McNair | Barysau-Arena, Borysów Widzów: 5 250 Sędzia: Ali Palabiyik |
|                           |          |                |                                |                                                            |

| 6 września 2019 18:00 CET | Estonia · Sorga 54' | 1:2(0:0)Raport | Białoruś · 48' Naumov · 90+2' Skawysz | A. Le Coq Arena, Tallinn Widzów: 7 314 Sędzia: Alain Durieux |
|                           |                     |                |                                       |                                                              |

| 6 września 2019 20:45 CET | Niemcy · Gnabry 9' · Kroos 73' (k.) | 2:4(1:0)Raport | Holandia · 59' F. De Jong · 66' (sam.) Tah · 79' Malen · 90+1' Wijnaldum | Volksparkstadion, Hamburg Widzów: 51 299 Sędzia: Artur Soares Dias |
|                           |                                     |                |                                                                          |                                                                    |

| 9 września 2019 20:45 CET | Estonia | 0:4(0:1)Raport | Holandia · 17', 47' Babel · 76' Depay · 87' Wijnaldum | A. Le Coq Arena, Tallinn Widzów: 11 006 Sędzia: Serhij Bojko |
|                           |         |                |                                                       |                                                              |

| 9 września 2019 20:45 CET | Irlandia Północna | 0:2(0:0)Raport | Niemcy · 48' Halstenberg · 90+3' Gnabry | Windsor Park, Belfast Widzów: 18 326 Sędzia: Daniele Orsato |
|                           |                   |                |                                         |                                                             |

| 10 października 2019 18:00 CET | Białoruś | 0:0(0:0)Raport | Estonia | Stadion Dynama Mińsk, Mińsk Widzów: 11 300 Sędzia: Ricardo de Burgos Bengoetxea |
|                                |          |                |         |                                                                                 |

| 10 października 2019 20:45 CET | Holandia · Depay 80', 90+4' · L. De Jong 90+1' | 3:1(0:0)Raport | Irlandia Północna · 75' Magennis | Stadion Feijenoord, Rotterdam Widzów: 41 348 Sędzia: Benoît Bastien |
|                                |                                                |                |                                  |                                                                     |

| 13 października 2019 18:00 CET | Białoruś · Drahun 54' | 1:2(0:2)Raport | Holandia · 32', 41' Wijnaldum | Stadion Dynama Mińsk, Mińsk Widzów: 21 639 Sędzia: Tasos Sidiropoulos |
|                                |                       |                |                               |                                                                       |

| 13 października 2019 20:45 CET | Estonia | 0:3(0:0)Raport | Niemcy · 51' Gündoğan · 57' (sam.) Mets · 71' Werner | A. Le Coq Arena, Tallinn Widzów: 12 062 Sędzia: Georgi Kabakow |
|                                |         |                |                                                      |                                                                |

| 16 listopada 2019 20:45 CET | Irlandia Północna | 0:0(0:0)Raport | Holandia | Windsor Park, Belfast Widzów: 18 404 Sędzia: Szymon Marciniak |
|                             |                   |                |          |                                                               |

| 16 listopada 2019 20:45 CET | Niemcy · Ginter 41' · Goretzka 49' · Kroos 55', 83' | 4:0(1:0)Raport | Białoruś | Borussia-Park, Mönchengladbach Widzów: 33 164 Sędzia: Orel Grinfeld |
|                             |                                                     |                |          |                                                                     |

| 19 listopada 2019 20:45 CET | Holandia · Wijnaldum 6', 66', 79' · Aké 19' · Boadu 87' | 5:0(2:0)Raport | Estonia | Johan Cruyff ArenA, Amsterdam Widzów: 50 386 Sędzia: Davide Massa |
|                             |                                                         |                |         |                                                                   |

| 19 listopada 2019 20:45 CET | Niemcy · Gnabry 19', 47', 60' · Goretzka 43', 73' · Brandt 90+1' | 6:1(2:1)Raport | Irlandia Północna · 7' Smith | Commerzbank-Arena, Frankfurt nad Menem Widzów: 42 855 Sędzia: Carlos del Cerro Grande |
|                             |                                                                  |                |                              |                                                                                       |